# Huon de Bordeaux

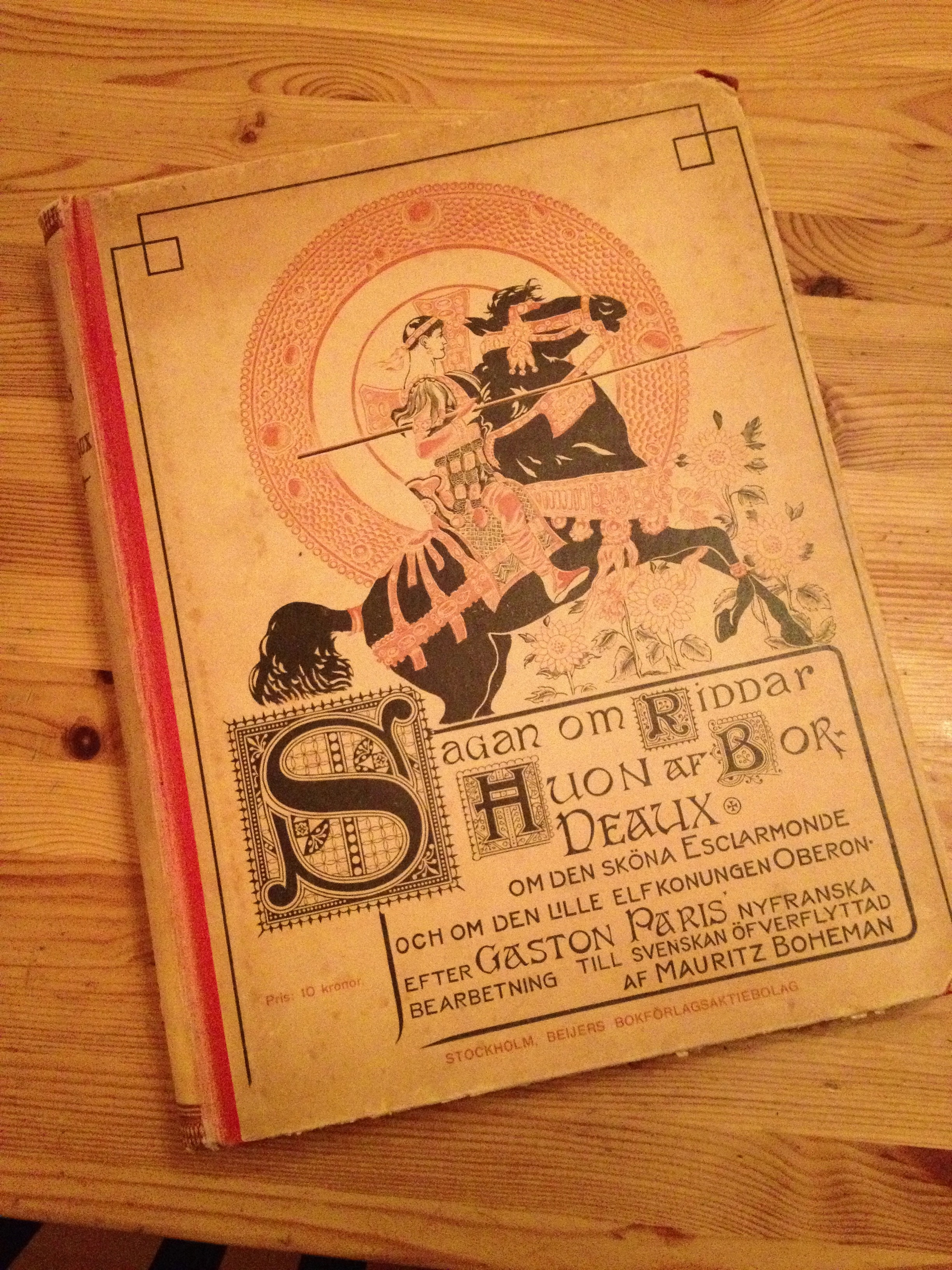
Sagan om riddar Huons af Bordeaux underbara äfventyr, publicerad på svenska 1902.

Huon de Bordeaux är hjälten i en på fransk hjältedikt från 1200-talet, tillskriven Huon de Villeneuve.
Dikten skrevs på 1400-talet om till prosaroman. Innehållet är en fantasirik, av Artursagan och österländsk diktning starkt påverkad äventyrsroman om hur Huon av Bordeaux, sedan han i självförsvar dödat Karl den stores son, döms att fara till emiren av Babylon med ett orimligt uppdrag. På vägen blir han bekant med älvkonungen Oberon, med vars hjälp han lyckas utföra sitt uppdrag, gifta sig med emirens dotter och efter många äventyr försonas med kejsaren. Romanen om Huon de Bordeaux har varit mycket omtyckt för både sina underbara äventyr och sina goda karaktärsteckningar, och den har lämnat stoff åt åtskilliga senare tiders författare: Edmund Spenser, William Shakespeare, Christoph Martin Wieland, Carl Maria von Weber med flera. En av Gaston Paris moderniserad version har översatts till svenska Sagan om riddar Huons af Bordeaux underbara äfventyr (1902).